# Menderes
För mindre floder, se Küçük Menderes. För den turkiske politikern, se Adnan Menderes.
Menderes eller Büyük Menderes, antikens Maiandros (latin Mæander) är en 450 km lång flod i Anatolien i Turkiet som utmynnar i Egeiska havet.
Eftersom floden är slingrig har det latinska namnet Mæander gett upphov till ordet meander.